# Trận Salerno
Cuộc tấn công vào căn cứ Salerno của Hoa Kỳ diễn ra ngày 19 tháng 8 năm 2008 trong Chiến tranh Afghanistan. Salerno là cơ sở điều hành chuyển tiếp chỉ các biên giới Pakistan chừng vài dặm, phiến quân bị chặn ở bên ngoài cổng trại Salerno tại thành phố Khost, sau khi mở các đợt tấn công ngay vào trước nửa đêm ngày thứ Hai, 18 tháng 8 năm 2008.

## Bối cảnh
Cuộc tấn công diễn ra một ngày sau khi có vụ nổ bom tự sát ngay bên ngoài trại này làm thiệt mạng 10 thường dân và làm bị thương 13 người khác.

## Trận đánh
Các binh sĩ bộ binh, oanh tạc cơ và trực thăng võ trang rượt đuổi phiến quân rút chạy. Lực lượng của NATO phát giác địch quân khi còn cách hàng rào phòng thủ bên ngoài căn cứ khoảng 1.000 mét và gọi trực thăng võ trang tấn công. Các binh sĩ Afghanistan, được sự hậu thuẫn của lính Hoa Kỳ, rượt theo và bao vây một nhóm phiến quân. Có sáu người trong nhóm này cho nổ bom mang theo người khi thấy không thoát. Có bảy phiến quân khác chết trong các vụ nổ và chạm súng với quân đồng minh. Vụ tấn công xảy ra một ngày sau khi tướng chỉ huy cao cấp nhất của Hoa Kỳ trong vùng, Thiếu tướng Jeffrey J. Schloesser, đưa ra lời cảnh cáo hiếm thấy về việc phiến quân dự trù tấn công thường dân, quân đội và các mục tiêu chính phủ trong ngày lễ độc lập Afghanistan ngày 18 tháng 8.